# 은혜로 채우는 밤
황규팔의 은혜로 채우는 밤은 대한민국의 방송국 광주CBS의 라디오 채널 광주CBS 음악FM에서 매일 밤 자정부터 새벽 2시까지 방송되는 찬양 음악 전문 라디오 프로그램이다. 2023년 12월 31일 자로 1년만에 폐지되었다.

## 진행자
- 황규팔 목사

## 같이 보기
- 광주CBS

| 광주CBS 음악FM            |                           |                        |
| 이전                      | 황규팔의 은혜로 채우는 밤 | 다음                   |
| 허윤희의 꿈과 음악 사이에 | 황규팔의 은혜로 채우는 밤 | 박권능의 꿈꾸는 가스펠 |
| 밤 10시 ~ 자정            | 밤 자정 ~ 새벽 2시        | 새벽 2시 ~ 새벽 4시    |
|                           |                           |                        |